# Philoliche flava
Philoliche flava är en tvåvingeart som beskrevs av Chainey 1983. Philoliche flava ingår i släktet Philoliche och familjen bromsar. Inga underarter finns listade i Catalogue of Life.